# Kanton Mézières-Est
Mézières-Est is een voormalig kanton van het Franse departement Ardennes. Het kanton maakte deel uit van het arrondissement Charleville-Mézières. Begin 2015 werden de kantons van Charleville-Mézières opgeheven en werd de gemeente, samen met een aantal omliggende gemeenten, opnieuw ingedeeld in de kantons Charleville-Mézières-1, -2, -3 en 4.

## Gemeenten
Het kanton Mézières-Est omvatte de volgende gemeenten:
- Charleville-Mézières (deels, hoofdplaats)
- La Francheville